# Comité de football des Îles du Nord
Le Comité de football des Îles du Nord (CFIN) est une association regroupant les clubs de football de l'île de Saint-Martin et de Saint-Barthélemy et organisant les compétitions nationales et les matchs internationaux de la sélection de Saint-Martin.

## Présentation
Le comité local de Saint-Martin est fondée en 1999. Elle n'est pas affiliée à la FIFA mais est affiliée à la FFF et est membre associée de la CONCACAF.
Depuis 2003, le nouvel objet du CFIN est de "promouvoir le football en tant que sport collectif à Saint-Barthélemy ; pratiquer le football au travers des séances d’entraînement ; entretenir tout rapport avec la FFF, la ligue, tous groupements sportifs reconnus ainsi que les pouvoirs publics ; créer un lien administratif entre elle, ses membres et d’autres associations sportives." Son siège social est situé à Catina Laplace public, 97133 Saint-Barthélemy.
Saint-Martin n'étant pas membre de la FIFA, un joueur ayant déjà représenté l'île lors d’une « compétition officielle » organisée par la CONCACAF reste éligible pour représenter la France lors d’une « compétition officielle » organisée par la FIFA ou l'UEFA. 